# Beaumys Castle
Beaumys Castle eller Beams Castle var en befæstet herregård fra 1300-tallet i Swallowfield countiet Berkshire i England.

## Historie
Beaumys Castle blev givet til sir Nicholas de la Beche in 1335. De la Beche fik licens til at lave krenelering i 1338, og stedet blev ombygget til en befæstet herregård. Fæstningen var rektangulær og beskyttet af jordvolde på omkring 130 x 110 m og omgivet af en voldgrav med vand. Adgangen foregik via en indgang mod nordvest.
De la Beche døde og efterlod borgen til sin kone, Margery, som giftede sig med Thomas Arderne. Ved Ardernes død i 1347 brød John de Dalton og en mindre gruppe ind i borgen og dræbte Michael de Poynings, en betydningsfuld adelsmand. De skræmte Lionel, søn af Edward 3., der boede der, og herudover stjal de varer for 1.000 pund og tvang den rige enke, Margery, til at gifte sig med John.
Herregårdens jorder blev delt i 1420. De tilbageværende jordvolde er et scheduled monument.